# Министерство Всего Хорошего
«Министерство Всего Хорошего» — российский фантастический комедийный телесериал режиссёра Александра Фомина. Главные роли исполнили Мария Фомина, Николай Фоменко и Владислав Прохоров.
Премьера состоялась 1 января 2025 года в онлайн-кинотеатре Okko.

## Сюжет
Во Вселенной за всеми просьбами и молитвами человечества следят две могущественные организации: «Министерство Всего Хорошего» и «Министерство Всего Плохого». К первым попадают добрые пожелания, а ко вторым ― злые. Сотрудники министерств днём и ночью обрабатывают запросы людей, стараясь соблюдать вселенское равновесие, но однажды необдуманное желание случайной девушки запускает цепочку событий, которые ставят под угрозу будущее человечества.

## В ролях
| Актёр               | Роль                     |
| ------------------- | ------------------------ |
| Мария Фомина        | Аодин сотрудник МВП      |
| Николай Фоменко     | Ашсемь сотрудник МВХ     |
| Владислав Прохоров  | Едва стажёр МВХ          |
| Елизавета Ищенко    | Алёна                    |
| Артур Бесчастный    | Игорь отец Алёны         |
| Ольга Сутулова      | Мария мать Алёны         |
| Линда Лапиньш       | Вика                     |
| Игорь Верник        | Бобруский                |
| Алексей Макаров     | Виктор                   |
| Ян Цапник           | директор Игоря           |
| Гоша Куценко        | Андрей хирург            |
| Александр Цыпкин    | директор отдела талантов |
| Александр Алябьев   | Паша                     |
| Валерия Федорович   | Даша                     |
| Дмитрий Ендальцев   | Семён                    |
| Евгения Розанова    | Елена                    |
| Екатерина Шумакова  | Оля                      |
| Анастасия Шукевич   | Лиза                     |
| Сергей Стёпин       | охранник НИИ             |
| Лика Рулла          | мама Оли                 |
| Александра Киселёва | сотрудница МВХ           |
| Даниил Вахрушев     | Артём                    |
| Гавриил Гордеев     | президент ВОКАК          |

## Список серий

### 1 сезон
| Серия | Дата премьеры |
| ----- | ------------- |
| 1     | 1 января 2025 |
| 2     | 2 января 2025 |
| 3     | 3 января 2025 |
| 4     | 4 января 2025 |
| 5     | 5 января 2025 |
| 6     | 6 января 2025 |
| 7     | 7 января 2025 |
| 8     | 8 января 2025 |

## Производство
Телесериал снят компанией ID Production и «Студией 12» по заказу онлайн-кинотеатра Okko при финансовой поддержке Института развития интернета.
Съёмки начались в июне 2023 года и проходили в Москве, Подмосковье и Санкт-Петербурге до августа. В декабре производство было приостановлено на несколько месяцев из-за замены актрисы — после скандальной вечеринки Анастасии Ивлеевой её в телесериале заменила Мария Фомина. Съёмочный процесс завершился в августе 2024 года.
25 декабря 2024 года был опубликован трейлер, а также стала известна дата премьеры — 1 января 2025 года.

## Реакция
Телесериал получил в основном положительные оценки российских кинокритиков.
Евгений Шульгин (Lenta.ru): «„Министерство всего хорошего“ — это юмористические повести братьев Стругацких и Кира Булычёва, и Терри Пратчетт с Нилом Гейманом, и комедия начала нулевых „Ангел-хранитель“, и немного сериал студии Marvel „Локи“. И одновременно ничто из вышеперечисленного. Особенно хорошо это заметно на примере химии между Фоменко и Прохоровым, которые знакомят зрителя с миром „Министерства“ — с одной стороны, дуэт напоминает главных героев популярного сериала „Благие знамения“, но при ближайшем рассмотрении оказывается, что называется, вещью в себе».
Катерина Гришина (Рамблер): «Базовую концепцию сериала не назовёшь новой: небесных канцелярий в сериалах предостаточно. Среди них, например, первый сезон „Чудотворцев“ с Дэниэлом Рэдклиффом и Стивом Бушеми. Также за судьбу человечества боролись герои Майкла Шина и Дэвида Теннанта в сериале „Благие знамения“. Вопросами посмертного возмездия занимались мистические ведомства в российских проектах „Предпоследняя инстанция“ с Ириной Розановой и Павлом Прилучным, а также „Небесный суд“ с Константином Хабенским и Михаилом Пореченковым. Создатели „Министерства Всего Хорошего“ заняли среднюю позицию между эксцентричностью „Чудотворцев“ и трагичностью „Небесного суда“».